# Eosipho aldermenensis
Eosipho aldermenensis is een slakkensoort uit de familie van de Buccinidae. De wetenschappelijke naam van de soort is voor het eerst geldig gepubliceerd in 1971 door Powell.